# 丰沙尔
丰沙尔（葡萄牙語：Funchal），是葡萄牙属地马德拉群岛的首府和最大城市，城区面积75.7平方公里，人口111,892人，是葡萄牙第六大城市。由于丰富的文化和历史价值，丰沙尔是葡萄牙最重要的旅游目的地之一，尤其是新年前夕，使得丰沙尔成为葡萄牙重要的游轮停泊港。
该城建于1421年，丰沙尔来自葡萄牙语中的茴香（葡萄牙語：funcho）一词，意味“种植茴香的地方”。丰沙尔曾为葡萄牙和美洲之间的重要的贸易转运站，其出产的蔗糖和马德拉酒闻名于世。葡萄牙国脚C罗也是在此地诞生。

## 语源学
第一批来到丰沙尔定居的殖民者登录在附近的海岸上，看到了一些野生茴香和一些疑似原始人留下的遗迹。于是便叫这里为“丰沙尔”，意为“种植茴香的地方”。
"…丰沙尔是队长起的名字，我们在这里找到了一片草木葳蕤的溪谷，长满了一直延伸到海岸的茴香…"——加斯帕尔·弗鲁图奥苏，1873
"...Funchal, to whom the captain gave this name, because it was founded in a beautiful forested valley, full of fennel up to the sea..."——Gaspar Frutuoso, 1873，

## 历史

### 地理大发现时代

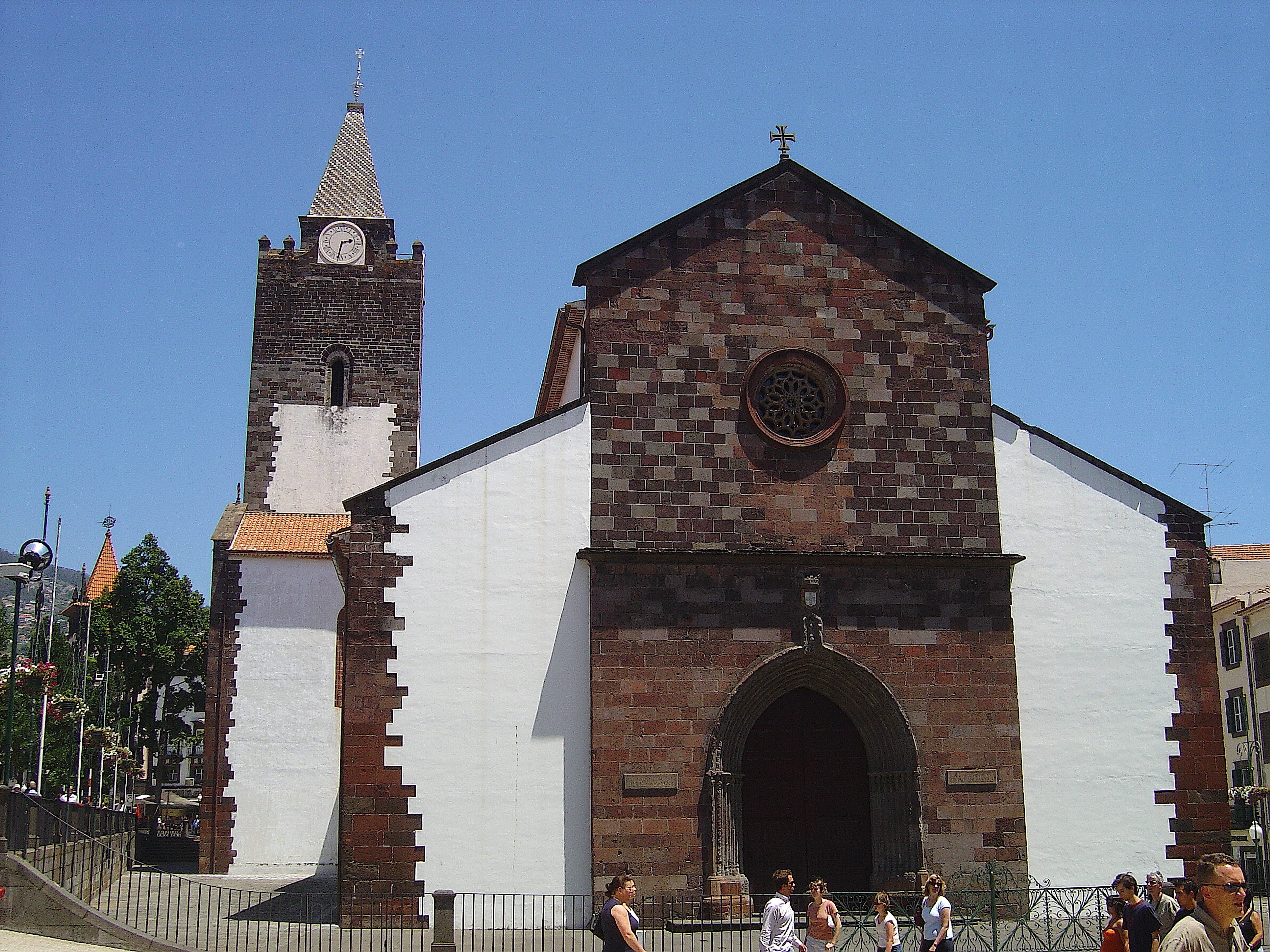
丰沙尔大教堂 （Sé Cathedral）, 15世纪时由贝雅公爵曼努埃尔一世命令建造。

对丰沙尔的移民大概开始于1424年。当时，整个马德拉岛由两个殖民总督管辖，发现马德拉主岛的若昂·贡萨尔维斯·扎尔科被授予了全岛的一半作为自己的世袭领地，他建设了丰沙尔城。由于优良的地理位置，丰沙尔逐渐成为重要海港，由于移民不断涌入，海员数量也很充足。随着丰沙尔的逐渐发展，逐渐形成了城市中心区，人口渐渐超过了岛上的其他定居点。
15世纪中期，安东尼奥·费尔南德斯成为了丰沙尔的总督。丰沙尔获得了镇（葡萄牙語：vila）级地位，1452年至1454年，丰沙尔建立了一座基础的灯塔。丰沙尔成为了欧洲商人们重要的交通枢纽，一些水手和商人索性就居住在了这里。其中克里斯托弗·哥伦布就是早期定居者之一，后来好多来自热那亚、皮卡第、佛罗伦萨、西班牙等地的商人都在岛上有所投资。
到了15世纪下半叶，在马德拉岛南岸，制糖工业显著发展了起来，丰沙尔逐渐成为了这项工业的重要中心。在15世纪末，在基督骑士团的号召下，贝雅公爵曼努埃尔一世在当地建造了地方政府大楼（葡萄牙語：Paços do Concelho）和市政厅（葡萄牙語：Paços dos Tabeliães）（1491年竣工），还建造了一座教堂（1493年竣工，1514年升格为主教座堂），最后还建造了医院和海关。1508年，曼努埃尔一世将其晋升为市级行政单位。1514年，丰沙尔迎来了在大教堂任职的第一位大主教。

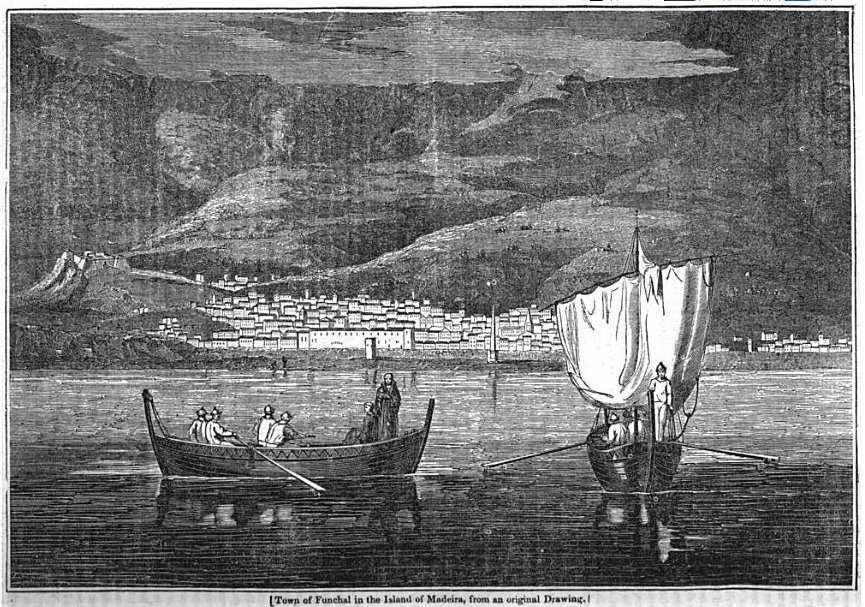
1834年丰沙尔天际线

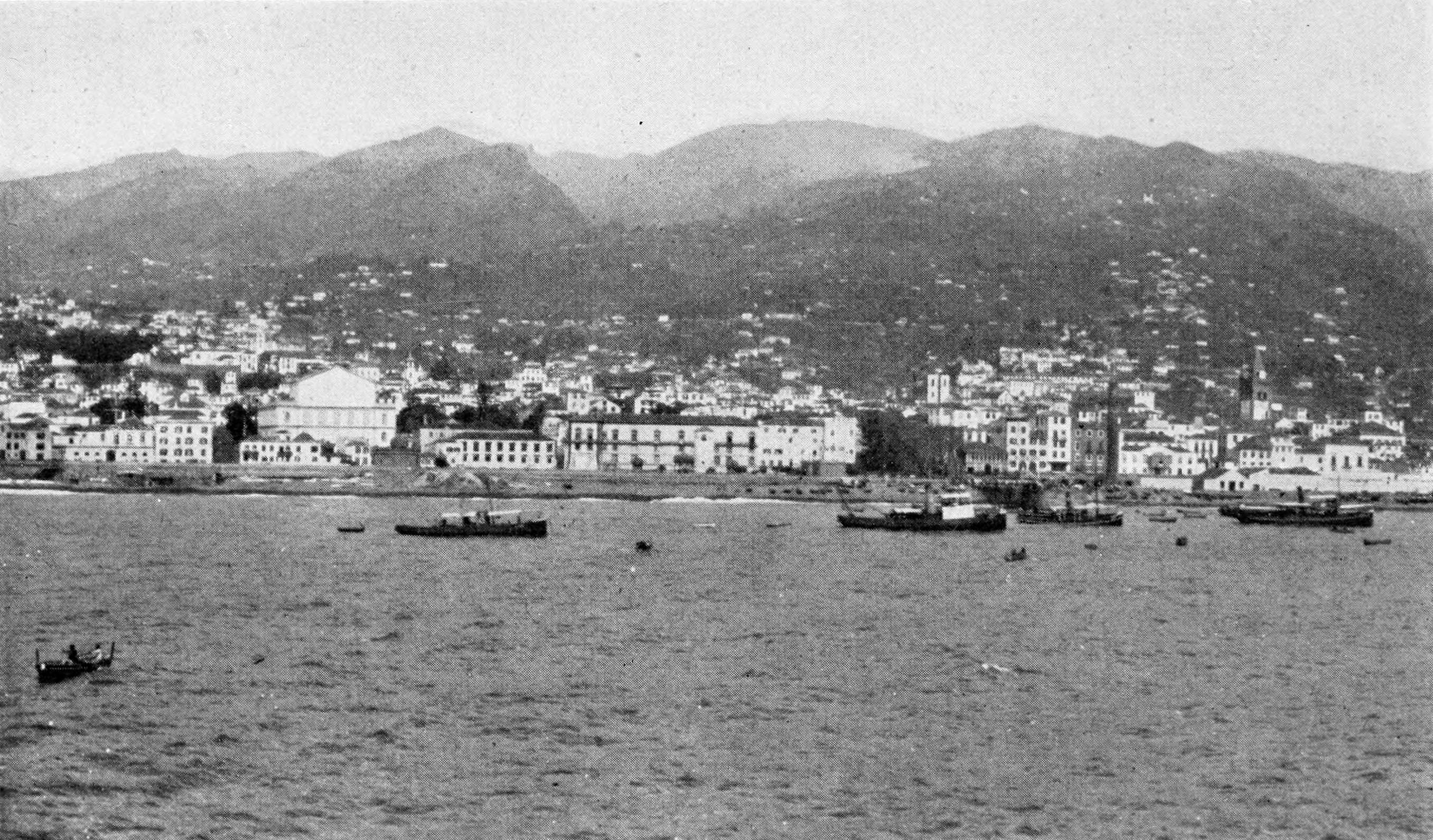
1907年的丰沙尔

马德拉岛，特别是丰沙尔市特别容易遭到私掠船和海盗的攻击。1566年九月，查理九世宫廷中陆军元帅布莱斯·德·蒙吕克（法語：Blaise de Montluc）的二儿子贝特朗·德·蒙吕克（法語：Bertrand de Montluc）率领载有1,200名水手的海盗舰队从波尔多出发，舰队包括三艘主船和八只支援船只。他们来到马德拉附近海域并洗劫了圣港岛。消息传到了马德拉主岛，马希库和圣克鲁斯的居民纷纷武装起来保护自己。而丰沙尔的总督却没有采取任何带有敌意的反应。与此同时，法国海盗舰队登陆，派遣了800人上岛，一路上基本没遇到有效的抵抗。海盗开始攻击丰沙尔，但丰沙尔的防御十分薄弱，甚至城市里的大炮还来不及转向敌人，丰沙尔就已经被占领了。之后是持续了15天的暴力洗劫。
第二年，军事建筑师葡萄牙語：，羅馬化：Mateus Fernandes (III)被派往丰沙尔改善当地城市防御体系。在周围的岩脉建造了大量的防御工事。

### 近代

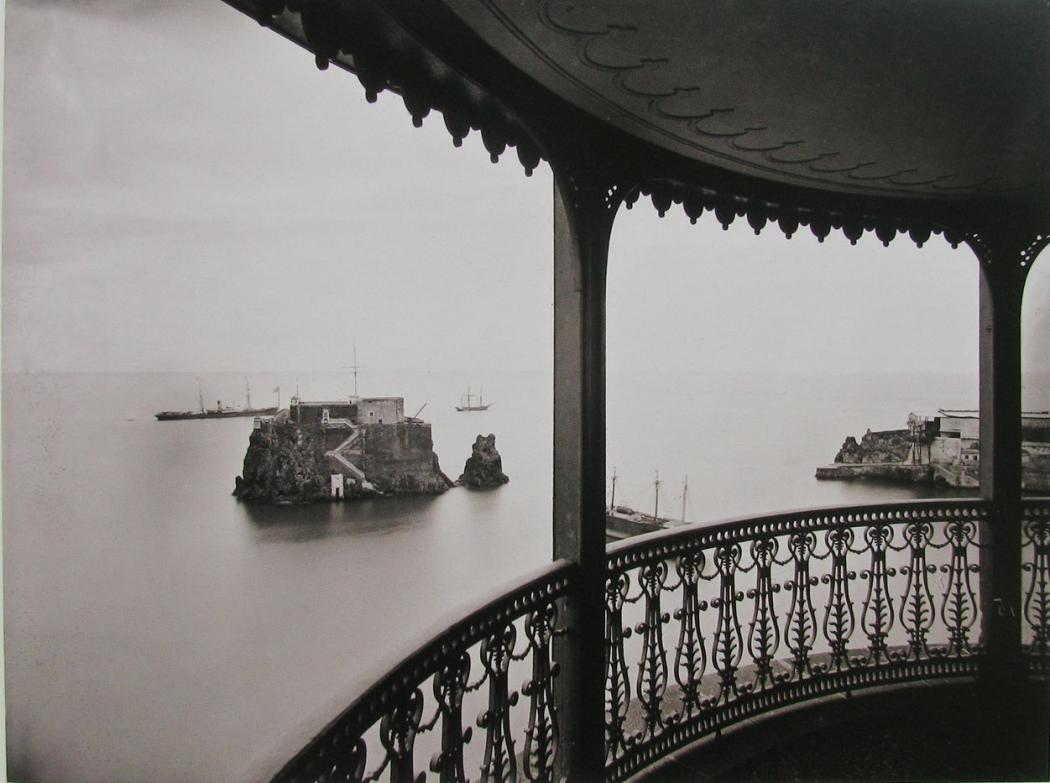
从Quinta Vigia远眺丰沙尔港（摄于1880年代）

16世纪，丰沙尔是穿梭于东印度和新大陆之间的卡拉维尔帆船的中途停留站。
由于恩里克的支持，从开始殖民起，红酒酿造就已出现。到1455年，威尼斯航海家阿尔维塞·卡达莫斯托拜访马德拉，提到了马德拉酒的优秀品质。特别是用来自克里特的莫瓦西亚白葡萄酿成的马德拉酒，向欧洲各国大量出口。16世纪末，著名英国诗人和剧作家威廉·莎士比亚的理查三世有提到马德拉大量出口的莫瓦西亚白葡萄酒的桥段：爱德华四世的二弟被执行死刑，就是被淹死在这种酒中。之后，在亨利四世（第一部）中，Poins说法斯塔夫为了一杯马德拉酒就向恶魔出卖了灵魂。酿酒业在制糖业向新大陆和非洲转移的过程中逐渐兴起，当然这也与各种传染病和1566年法国海盗的入侵有关。17世纪，与英国的商业合约为这个与世无争的产业带来了不菲的投资，不少英国专业酿酒师移居到了岛上，为这个小岛的商业注入了新的活力，甚至改变了城市的形态和人们的生活方式。不过到了19世纪，莫瓦西亚葡萄的流行病频发，许多种植园改种葡萄。也有的人为了挽救酿酒业，改种其他品种的葡萄，不过酿出的酒品质就比较差了。

### 20世纪至今

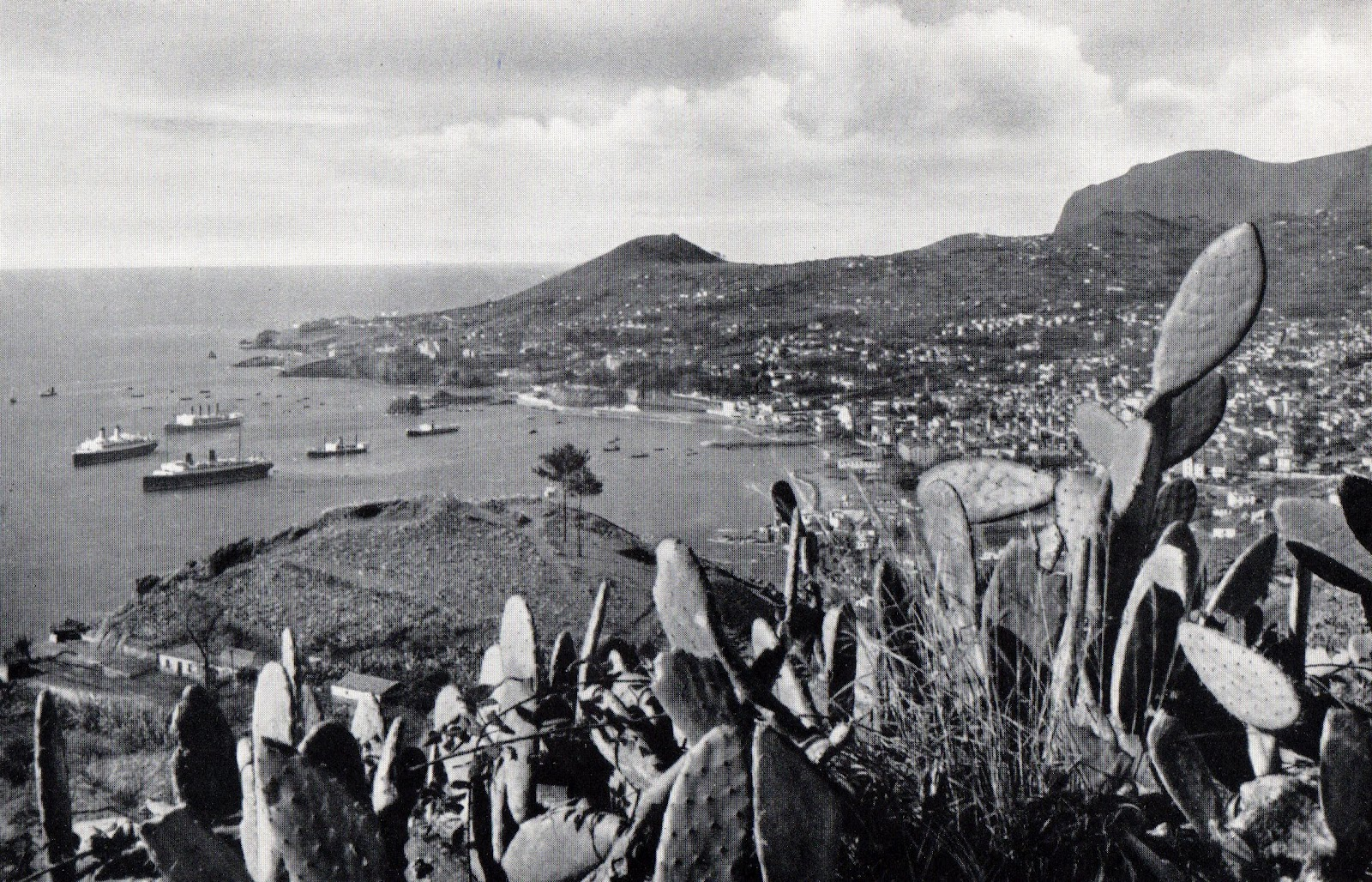
1936年丰沙尔海湾

第一次世界大战期间，丰沙尔两次遭受了德国U型潜艇的轰炸。
许多世界知名人物曾经驻足于丰沙尔。如奥匈帝国皇后伊丽莎白（在此旅游并疗养）、奥匈帝国末代皇帝卡尔一世（被流放于此）、波兰国家元首约瑟夫·毕苏斯基（在此疗养）、温斯顿·丘吉尔（在此旅游，并在此留下了画作）、古巴领导人富尔亨西奥·巴蒂斯塔（流亡西班牙之前曾在此停留）等。由于大量知名人士来访，丰沙尔成为了国际知名的旅游区和疗养地点。
随着丰沙尔港口和克里斯蒂亚诺·罗纳尔多机场的建成，以及大量海景房和宾馆的涌现，丰沙尔已经成为了一个重要的国际旅客目的地。

## 地理

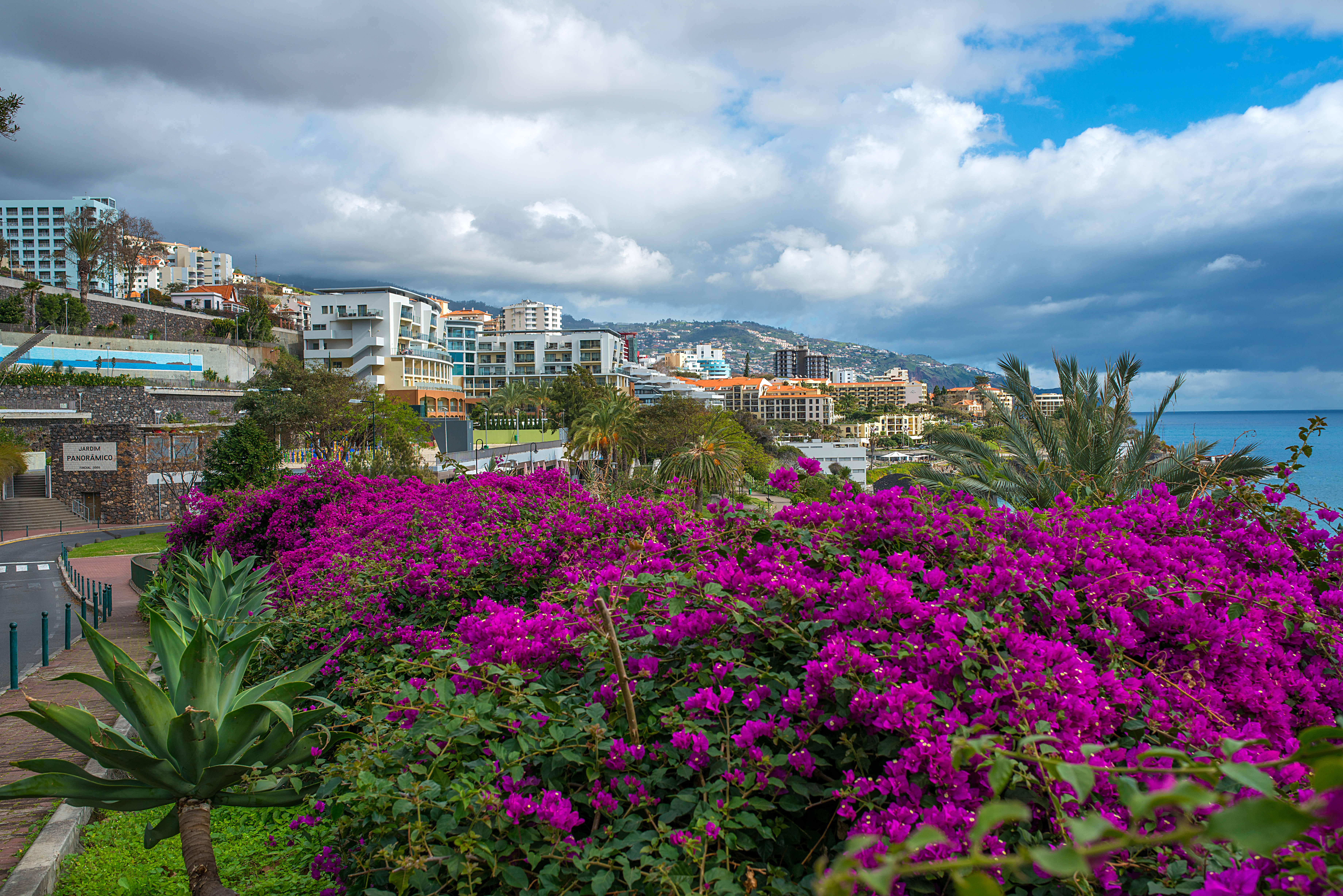
西南丰沙尔

### 自然地理
丰沙尔所处的山谷形状很像一个半圆形露天剧场，平缓的斜坡从海岸线一支抬升到1,200米，为早期的殖民活动提供了一个天然屏障。
此外，丰沙尔的市域还包括萨维奇群岛（葡萄牙語：Ilhas Selvagens），是一个在丰沙尔以南160km的无人群岛，同时也是一个自然保护区。

### 气候
丰沙尔为夏季炎热型地中海气候（Csa，参见柯本气候分类法），气温变化不大。该种气候一年主要有两个季节：稍有寒冷并多雨的冬季，持续时间为十月到来年三月，日最高气温通常在20°C至25°C之间；稍有炎热并干燥的夏季，持续时间为四月至九月，日最高气温通常在21°C至26°C之间。湿度通常在70%以上。海面温度的变化幅度从最低的18°C左右（二月-三月）到24-25°C左右（八月-十月）。
由于丰沙尔北部郊区处于高达800米的山坡上，故经常能感受到在沿海市区一片晴朗，而在北部山坡上的郊区却多云、有雾甚至降雨。而且沿海城区和山坡的气温也有一定的差异。
通常，在初夏（主要是六月），丰沙尔市区上空会出现大量云层并出现持续降雨，这一现象在当地被戏称为“丰沙尔之盔”（葡萄牙語：capacete do Funchal）。每年“丰沙尔之盔”的持续时间和强度都有所不同。
| 丰沙尔                                   | 丰沙尔      | 丰沙尔      | 丰沙尔      | 丰沙尔      | 丰沙尔      | 丰沙尔      | 丰沙尔      | 丰沙尔       | 丰沙尔       | 丰沙尔      | 丰沙尔      | 丰沙尔       | 丰沙尔        |
| 月份                                     | 1月         | 2月         | 3月         | 4月         | 5月         | 6月         | 7月         | 8月          | 9月          | 10月        | 11月        | 12月         | 全年          |
| ---------------------------------------- | ----------- | ----------- | ----------- | ----------- | ----------- | ----------- | ----------- | ------------ | ------------ | ----------- | ----------- | ------------ | ------------- |
| 历史最高温 °C（°F）                      | 25.5 (77.9) | 27.0 (80.6) | 30.5 (86.9) | 32.6 (90.7) | 34.2 (93.6) | 34.7 (94.5) | 37.7 (99.9) | 38.5 (101.3) | 38.4 (101.1) | 34.1 (93.4) | 29.5 (85.1) | 25.9 (78.6)  | 38.5 (101.3)  |
| 平均高温 °C（°F）                        | 19.7 (67.5) | 19.6 (67.3) | 20.4 (68.7) | 20.6 (69.1) | 21.6 (70.9) | 23.4 (74.1) | 25.1 (77.2) | 26.4 (79.5)  | 26.4 (79.5)  | 24.9 (76.8) | 22.6 (72.7) | 20.7 (69.3)  | 22.6 (72.7)   |
| 日均气温 °C（°F）                        | 16.7 (62.1) | 16.6 (61.9) | 17.2 (63.0) | 17.5 (63.5) | 18.6 (65.5) | 20.6 (69.1) | 22.2 (72.0) | 23.2 (73.8)  | 23.2 (73.8)  | 21.8 (71.2) | 19.6 (67.3) | 17.9 (64.2)  | 19.6 (67.3)   |
| 平均低温 °C（°F）                        | 13.7 (56.7) | 13.4 (56.1) | 13.9 (57.0) | 14.4 (57.9) | 15.6 (60.1) | 17.7 (63.9) | 19.2 (66.6) | 20.0 (68.0)  | 20.0 (68.0)  | 18.6 (65.5) | 16.6 (61.9) | 15.0 (59.0)  | 16.5 (61.7)   |
| 历史最低温 °C（°F）                      | 8.2 (46.8)  | 7.4 (45.3)  | 8.1 (46.6)  | 9.8 (49.6)  | 9.7 (49.5)  | 13.2 (55.8) | 14.6 (58.3) | 16.4 (61.5)  | 16.6 (61.9)  | 13.4 (56.1) | 9.8 (49.6)  | 9.4 (48.9)   | 7.4 (45.3)    |
| 平均降水量 mm（）                        | 74.1 (2.92) | 83.0 (3.27) | 60.2 (2.37) | 44.0 (1.73) | 28.9 (1.14) | 7.2 (0.28)  | 1.6 (0.06)  | 2.0 (0.08)   | 32.9 (1.30)  | 89.5 (3.52) | 88.8 (3.50) | 115.0 (4.53) | 627.2 (24.69) |
| 平均降水天数（≥ 0.1 mm）                 | 12          | 10          | 9           | 8           | 6           | 3           | 1           | 2            | 6            | 9           | 10          | 13           | 87            |
| 平均相對濕度（％）                       | 71          | 70          | 68          | 68          | 70          | 73          | 73          | 72           | 71           | 71          | 70          | 70           | 71            |
| 月均日照時數                             | 141         | 150         | 181         | 182         | 202         | 162         | 228         | 240          | 200          | 184         | 155         | 140          | 2,165         |
| 来源1：葡萄牙海洋和大气研究所,           |             |             |             |             |             |             |             |              |              |             |             |              |               |
| 来源2：NOAA (sun and humidity 1961–1990) |             |             |             |             |             |             |             |              |              |             |             |              |               |

### 人文地理

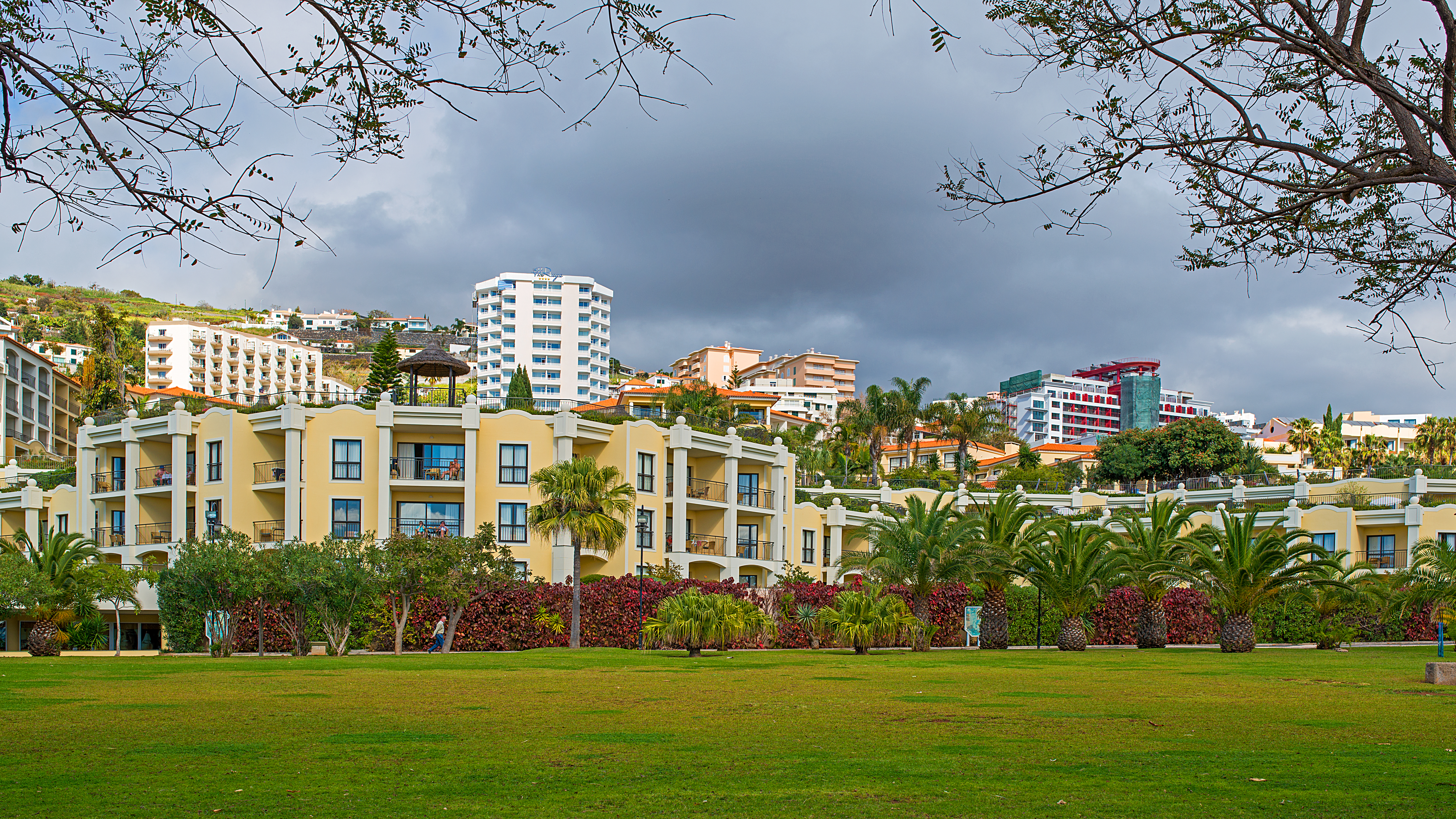
位于圣马尔滕（丰沙尔）的公园

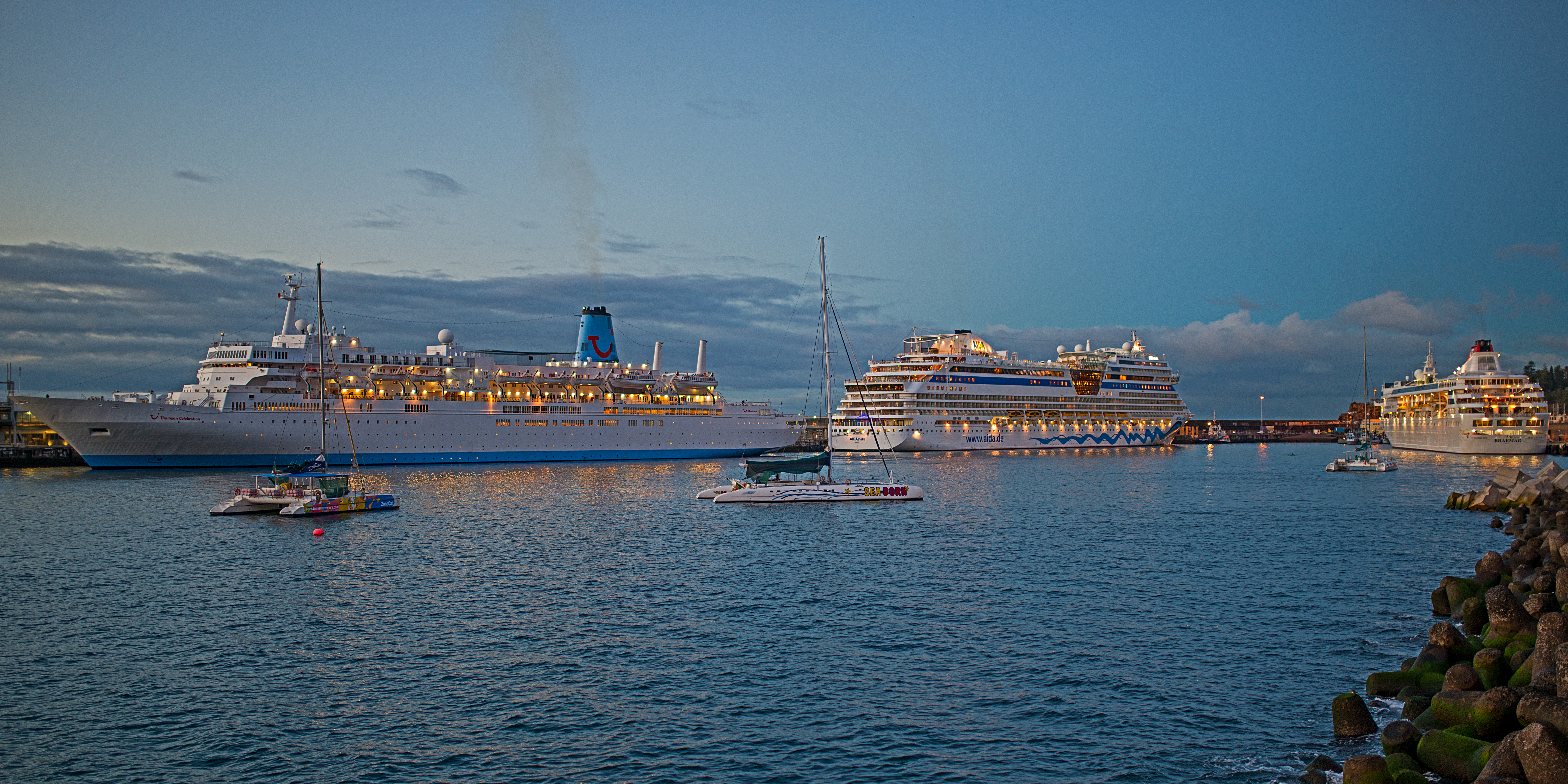
丰沙尔港

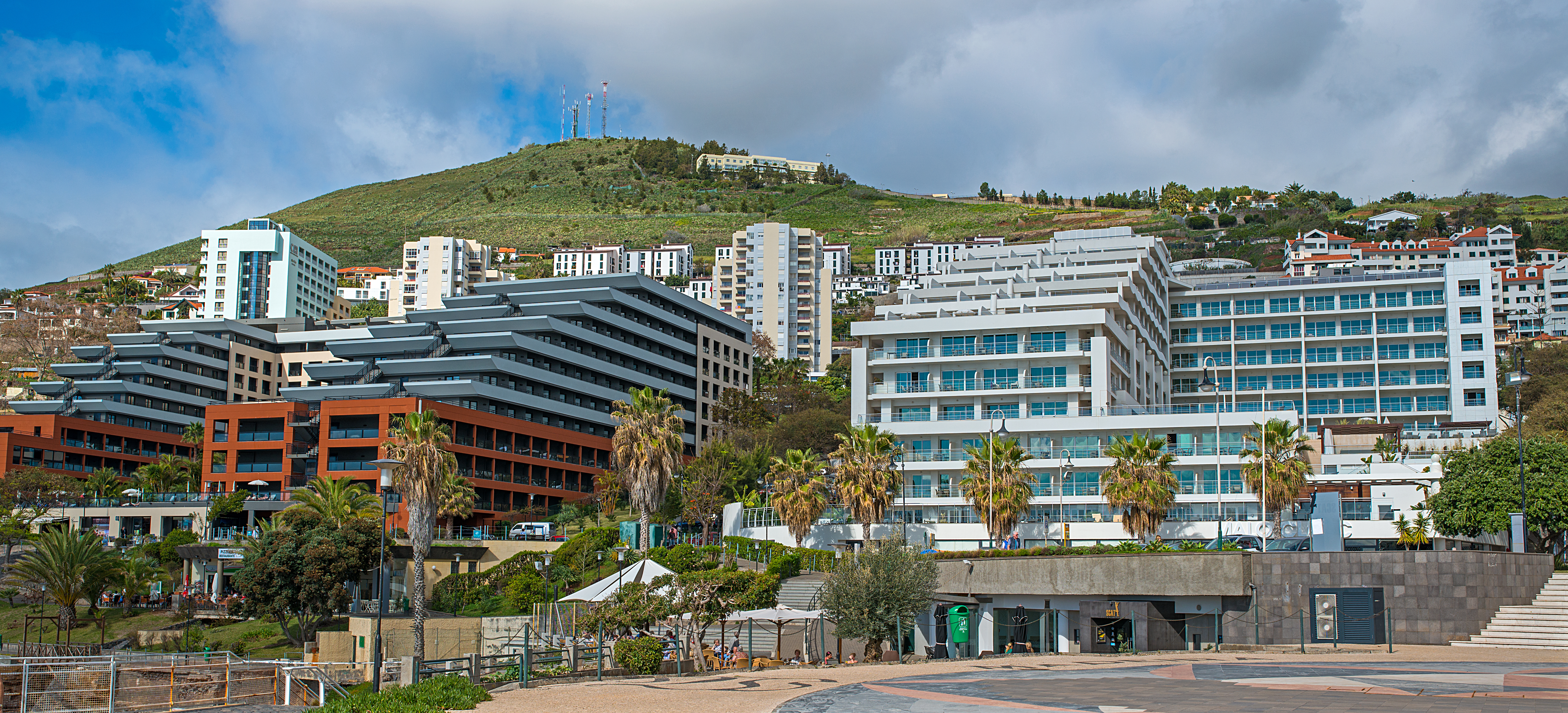
丰沙尔的酒店区

丰沙尔以及其周围的城市地带（包括里韦拉布拉瓦、圣克鲁斯、卡马拉-德洛布什和马希库）包含了大约150,000名居民，市域涵盖了马德拉岛的整个东南部，是葡萄牙本土以外最大的城市。丰沙尔市政府是由若干个更小的行政实体组成的。
基于传统宗教分区（葡萄牙語：paróquias），丰沙尔被分为十个堂区（葡萄牙語：freguesias）：
- 玛丽亚圣心（英语：Imaculado Coração de Maria），北部郊区，是丰沙尔最小的堂区之一，拥有人口6,207人。（2011）
- 山区（英语：Monte (Funchal)），最初是富人消夏场所。由于气候比较温和，故旅游业比较繁盛。有6,701人。（2011）
- 圣卢西亚（英语：Santa Luzia (Funchal)），四个郊区堂区之一，离海岸较远，有5,866人.（2011）
- 大圣母玛丽亚（英语：Santa Maria Maior (Funchal)），名字来源于岛上的第一个主教辖区。是一个历史悠久的老区。有13,352人.（2011）
- 圣安东尼奥（英语：Santo António (Funchal)），是丰沙尔人口最多的堂区，曾经是小手工业者的集中地，16世纪以来慢慢发展起来。有27,383人.（2011）
- 圣贡萨洛（英语：São Gonçalo (Funchal)），名字来源于探险家若昂·贡萨尔维斯·扎尔科的手下贡萨洛·艾利斯·费雷拉（葡萄牙語：Gonçalo Aires Ferreira），曾经也是费雷拉的私人封地。后人将本堂区以他的名字命名，来纪念费雷拉忠诚的信仰。本区有6,587人.（2011）
- 圣马尔滕（英语：São Martinho (Funchal)），这里拥有丰沙尔的宾馆区Lido，拥有悠久的历史。本区有26,482人.（2011）
- 圣佩德罗（英语：São Pedro (Funchal)），丰沙尔的中心商业区和住宅区，是大堂区（英语：Sé (Funchal)）的近郊住宅区。本区有7,273人.（2011）
- 圣洛克（英语：São Roque (Funchal)），1579年从大堂区（英语：Sé (Funchal)）分离。本区有9,385人.（2011）
- 大堂区（英语：Sé (Funchal)），丰沙尔的历史城区，也是丰沙尔最发达的堂区，有许多老建筑。萨维奇群岛也由本区管辖。本区有2,656人.（2011）

## 交通
克里斯蒂亚诺·罗纳尔多国际机场，又名马德拉机场，也被称为丰沙尔机场（IATA代码：FNC），位于该城市以东的圣克鲁斯市。由于该机场的跑道完全建在山坡上，长度很短且距离悬崖很近，因而被称为世界上最危险的机场之一。2000年时，为了避免危险事故的发生，机场将跑道延伸了出去，延伸的部分架空在海面上，以柱子支撑。
丰沙尔港曾经是马德拉岛上唯一的一座港口。2007年开始，丰沙尔港将货运功能疏解至新建成的卡尼萨尔港，卡尼萨尔港位于丰沙尔以东19公里，承接了原丰沙尔港所有的捕鱼活动，货物贸易等。而本港主要承担客运功能，包括接待游轮、渡轮以及其他与旅游有关的小型船只和游艇。由西班牙Naviera Armas公司提供的葡萄牙波尔蒂芒开往加那利群岛的船只，途径丰沙尔港，航行时间约46小时，每周一班，但由于港口费用争议，2013年停航。但该轮渡将于2018年7月2日复航。此外，还有一艘名为“海狗”（葡萄牙语：Lobo Marinho (navio)）的货运-客运两用游轮，与丰沙尔与圣诞岛之间往返。此外，丰沙尔经常被用作从欧洲到加勒比海的跨大西洋船只的停靠站，因为它是位于西风带路径上的最北部的大西洋岛屿。
岛上还有一条高速公路通过丰沙尔，向西通往卡马拉-德洛布什和里韦拉布拉瓦，向东通往圣克鲁斯、马希库和卡尼萨尔。

## 旅游业

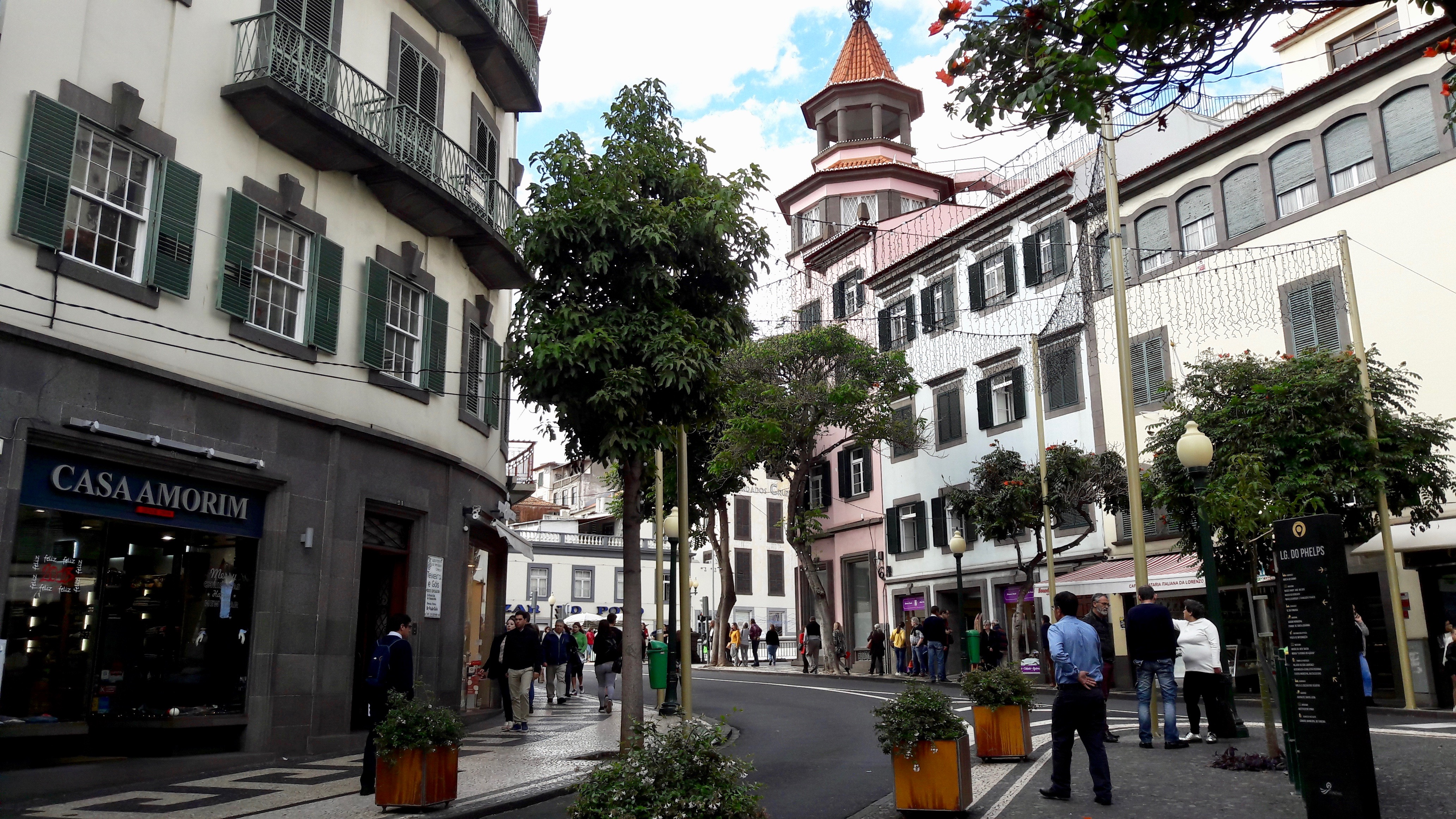
丰沙尔历史中心

如今，丰沙尔是一个重要的旅游城市，其具有相当完善的旅游配套设施：众多酒店，丰沙尔国际机场（FNC），丰沙尔港，众多的博物馆以及阳光沙滩。
除了丰沙尔市，在岛上还有其他旅游目的地，包括：里韦拉布拉瓦、库拉尔－达斯弗雷拉斯、莫尼什港、桑塔纳、照叶林（联合国教科文组织指定的世界自然遗产）。此外，丰沙尔缆车系统可以将游客从丰沙尔旧城区的马德拉植物园附近运送到山区。

## 宗教

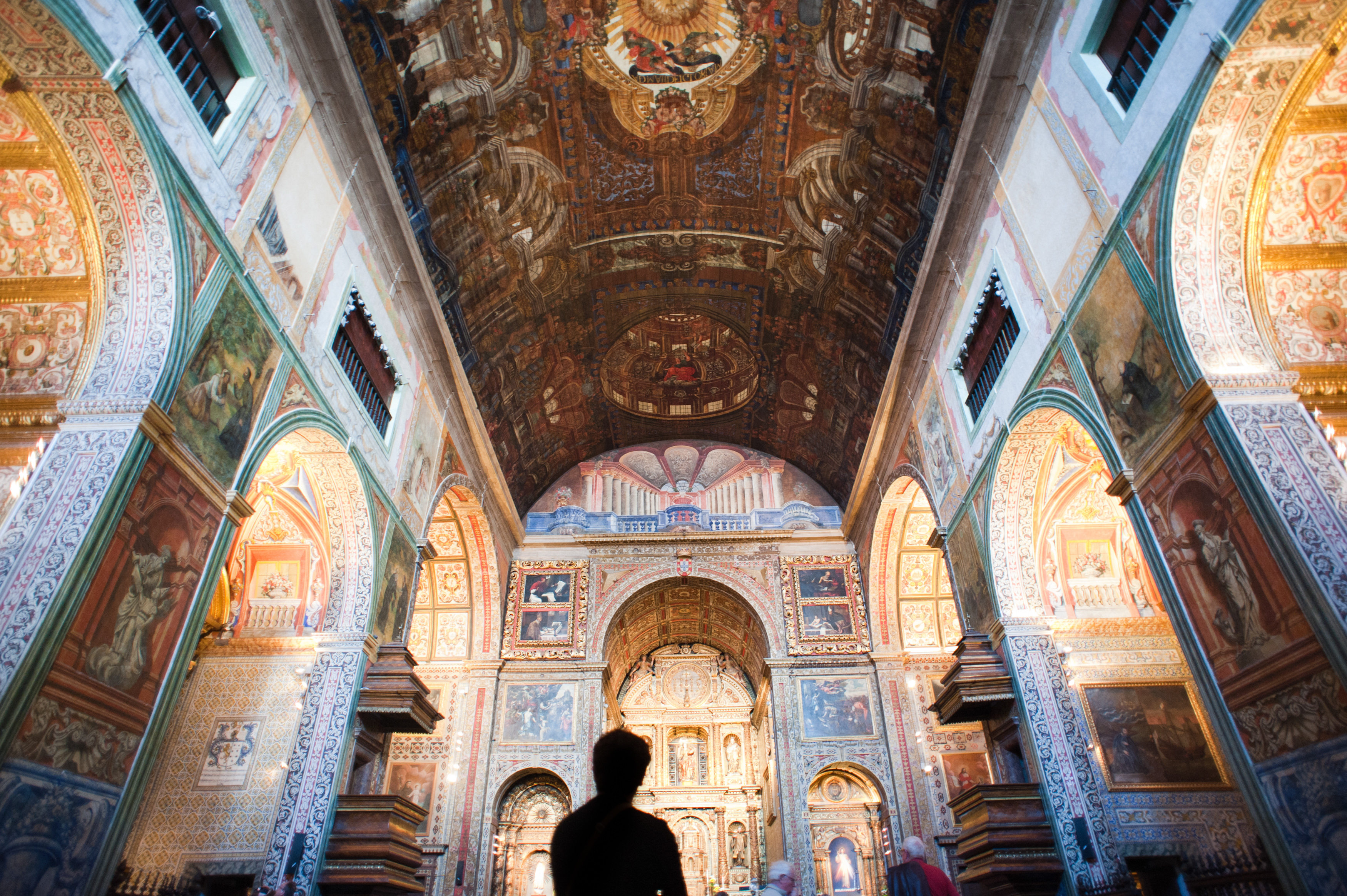
The Igreja do Colégio interior featuring Baroque architecture, Funchal’s City Square

丰沙尔的天主教会主教座（教区）是天主教丰沙尔教区，该教区是天主教里斯本宗主教区的辅佐司教，包括整个马德拉自治区。主教座堂是位于大堂区的丰沙尔圣母升天大教堂，主保圣人为雅各。

## 体育
丰沙尔有三个体育俱乐部，马里迪莫体育俱乐部（葡萄牙足球超级联赛）、国民体育俱乐部（葡萄牙足球甲级联赛）和马迪亚拿联（葡萄牙足球甲级联赛）。此外，马德拉德比也是由这三支球队组成。著名職業足球巨星C羅也是在此地誕生。

## 友好城市

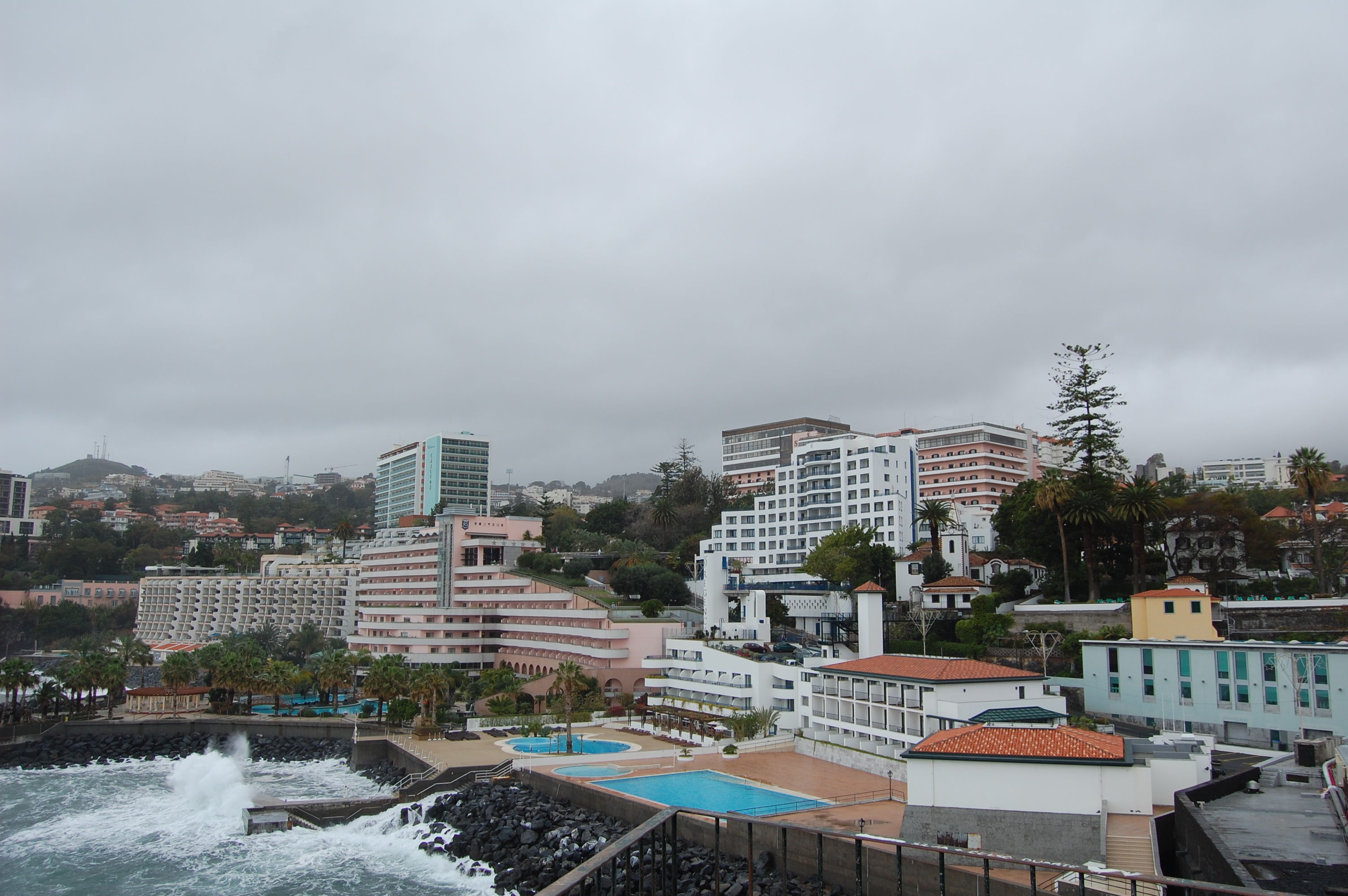
Penha de França, 丰沙尔西部区域

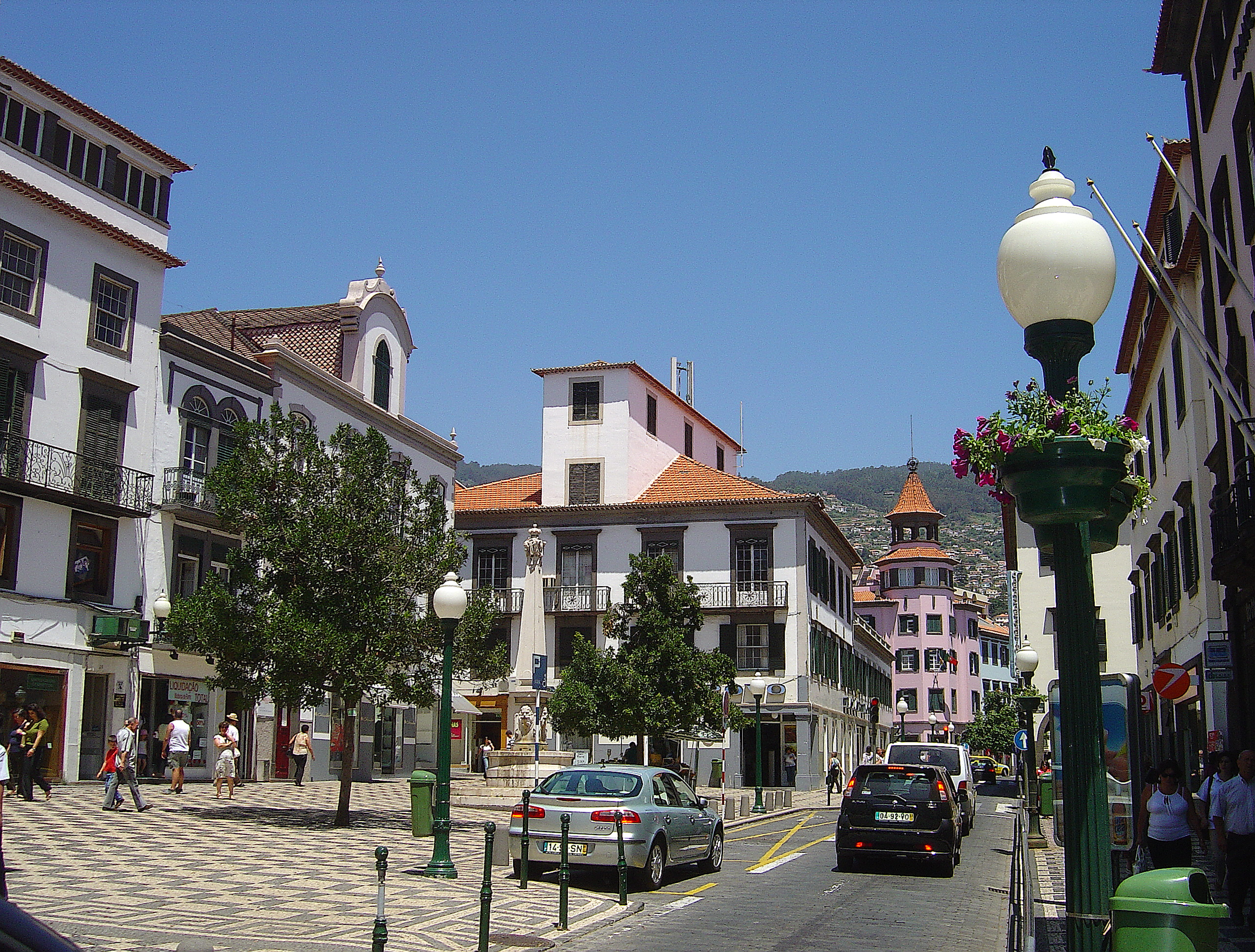
Aljube Street.

丰沙尔与以下城市互为友好城市：
| 城市       | 地区         | 国家   | 起始时间 |
| ---------- | ------------ | ------ | -------- |
| 直布罗陀   | 直布罗陀     | 英国   | 2008     |
| 利文斯顿   | 西方省       | 尚比亞 | 1980     |
| 普拉亚     | 普拉亚县     |        | 2003     |
| 火奴鲁鲁   | 夏威夷州     | 美国   | 1979     |
| 茂宜岛     | 夏威夷州     | 美国   | 1985     |
| 伊利亚武   | 阿威罗区     | 葡萄牙 | 2008     |
| 奥克兰     | 加利福尼亚州 | 美国   | 1970     |
| 新贝德福德 | 马萨诸塞州   | 美国   | 1984     |
| 海尔兹利亚 | 特拉维夫区   | 以色列 | 1991     |
| 圣赫利尔   | 澤西         | 英国   | 2008     |
| 莱希林根   |              | 德国   | 1996     |
| 开普敦     | 西开普省     | 南非   | 1987     |
| 桑托斯     | 聖保羅州     | 巴西   | 1988     |
| 圣保罗     | 聖保羅州     | 巴西   |          |
|            | 新南威爾士州 |        | 1994     |
| 弗里曼特尔 | 西澳大利亚州 |        | 1996     |
| 英雄港     | 亚速尔       | 葡萄牙 | 2016     |